# Cheilinus trilobatus

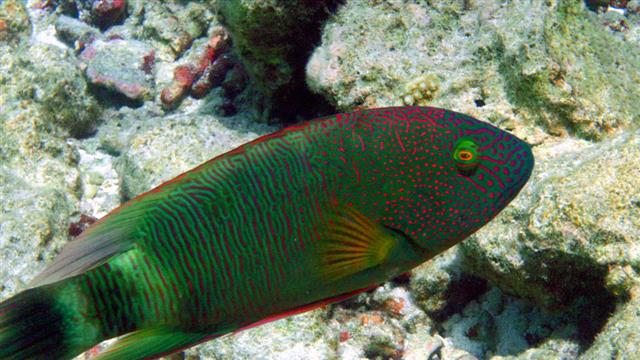
Cheilinus trilobatus

Cheilinus trilobatus Lacépède, 1801 è un pesce marino appartenente alla famiglia Labridae che vive nelle zone tropicali dell'Indo-Pacifico.

## Distribuzione e habitat
Proviene dalle barriere coralline dell'oceano Pacifico, dell'oceano Indiano e del Mar Rosso, soprattutto dalle Isole Ryukyu, Tuamotu, Nuova Caledonia, Isole Australi, Riunione, Mauritius, Aldabra, Seychelles, Chagos e dalle coste dell'Africa orientale, in particolare da Mozambico, Somalia, Gibuti, Sudafrica e Kenya. Nuota a circa 30 m di profondità in zone ricche di coralli o, più raramente, di vegetazione acquatica.

## Descrizione
Presenta un corpo leggermente compresso lateralmente, con la testa dal profilo appuntito, con la pinna dorsale e la pinna anale basse ma allungate. La colorazione è grigia o marrone, a volte verdastra negli esemplari più giovani, con diverse aree bianche sul dorso e sulla pinna dorsale. Sulla testa ci sono diverse piccole strisce irregolari rosse, mentre un disegno più regolare rosso è verde è presente su quasi tutto il corpo. Sul peduncolo e la pinna caudale possono essere presenti delle fasce bianche. Le pinne hanno spesso il bordo rosso, la pinna caudale nei maschi adulti è divisa in tre lobi, con i raggi esterni più allungati. La lunghezza massima registrata è di 45 cm. Somiglia abbastanza a C. chlorourus.

## Biologia

### Comportamento
È una specie prevalentemente solitaria, difficile da osservare anche se non particolarmente rara. Spesso gli esemplari giovani si nascondono tra i tentacoli di alcuni idrozoi.

### Alimentazione
La sua dieta, prevalentemente carnivora, è composta sia da uova di pesci e pesci ossei più piccoli che soprattutto da varie specie di invertebrati acquatici come crostacei, in particolare granchi, Galatheidae e gamberi, echinodermi, sia ofiure che ricci di mare e molluschi gasteropodi e chitoni.

### Riproduzione
È un pesce oviparo e la fecondazione è esterna. Non vi sono cure verso uova e avannotti.

## Conservazione
Questa specie viene classificata come "a rischio minimo" (LC) dalla lista rossa IUCN perché non viene pescata molto frequentemente ed è diffusa in diverse aree protette.